# Suberanthus yumuriensis
Suberanthus yumuriensis är en måreväxtart som först beskrevs av Nathaniel Lord Britton, och fick sitt nu gällande namn av Attila L. Borhidi och M.Fernández Zeq.. Suberanthus yumuriensis ingår i släktet Suberanthus och familjen måreväxter. Inga underarter finns listade i Catalogue of Life.